# Косигін Петро Данилович
Петро Данилович Косигін (25 червня 1913, станція Авдіївка, тепер місто Донецької області — ?) — український радянський комсомольський діяч, секретар ЦК ЛКСМУ.

## Життєпис
У 1930 році закінчив Авдіїівське фабрично-заводське училище на Донбасі. 
З 1930 року працював слюсарем залізничного депо станції Авдіївка, зарекомендував себе як раціоналізатор. Обирався секретарем Авдіївського районного комітету ЛКСМУ.
З 1935 року служив у Червоній армії.
Член ВКП(б).
З 1941 по квітень 1943 року — секретар Сталінського обласного комітету ЛКСМУ із кадрів.
Під час німецько-радянської війни брав участь в організації партизанського руху в Україні, був секретарем підпільного ЦК ЛКСМУ.
На квітень 1943 — грудень 1946 року — секретар ЦК ЛКСМ України з кадрів.
З 1946 по 1948 рік — слухач Республіканської партійної школи.
З серпня 1948 по липень 1952 року — заступник голови Комітету радіофікації і радіомовлення при Раді міністрів Української РСР.
У липні 1952 — травні 1953 року — заступник міністра автомобільного транспорту УРСР із кадрів.
З травня 1953 року — начальник Управління навчальних закладів Міністерства шляхового і транспортного господарства УРСР.
З травня 1954 по жовтень 1956 року — заступник голови Комітету із фізичної культури і спорту при РМ УРСР.
Подальша доля невідома. На 1983 рік — персональний пенсіонер у Києві.

## Звання
- капітан

## Нагороди
- орден Червоної Зірки (5.01.1944)
- медаль «Партизанові Вітчизняної війни» 1-го ст.
- медаль «За перемогу над Німеччиною у Великій Вітчизняній війні 1941—1945 рр.» (1945)
- медалі
- Почесна грамота Президії Верховної Ради Української РСР (13.01.1983)